# DSB Øresund
DSB Øresund A/S (tidligere DSBFirst) var et dansk-britisk jernbaneselskab med hovedsæde i København. DSBFirsts hovedsæde lå oprindelig i Malmö, Sverige. Selskabet var et partnerskab mellem DSB og FirstGroup og havde oprindelig cirka 800 ansatte.
Den 11. januar 2009 overtog DSBFirst Øresundstogstrafikken på Kystbanen i Danmark og videre til Malmø og det meste af Øresundstrafikken i Sverige mellem Malmø og Göteborg/Alvesta(-Växjö)/Karlskrona (enkelte strækninger med Øresundstog betjenes fortsat af SJeller DSB). 
DSBFirst Danmark A/S havde i 2011 et underskud på 294 mio. kr. og DSBFirst Sverige AB et underskud på 387 mio. kr. Den 11. december 2011 fik DSBFirst derfor frataget Øresundstogstrafikken i Sverige, der overdroges til Veolia (nu Transdev) af Skånetrafiken. Samme dag skiftede DSBFirst navn til DSB Øresund, som herefter alene varetog trafikken på Kystbanen og hvert andet tog på Øresundsbanen mellem København H og Malmø C. 
Den 13. december 2015 overtog DSB alle aktiviteter fra DSB Øresund, som fra samme dato ophørte som selvstændig jernbanevirksomhed.

## Rullende materiel
| Litra           | Billed   | Type             | Maks. hastighed | Antal | Vogne pr. togsæt | Antal sæder                  | Byggeår   | Driftsår  | Bemærkning                                                         |
| --------------- | -------- | ---------------- | --------------- | ----- | ---------------- | ---------------------------- | --------- | --------- | ------------------------------------------------------------------ |
| Litra ET / X31K | Litra ET | Elektrisk togsæt | 180             | 106   | 3                | 237 (heraf 41 klapsæder)     | 1999-2011 | 2009-2015 | Stillet til rådighed af hhv. Transportministeriet og Skånetrafiken |
| Litra ER        | Litra ER | Elektrisk togsæt | 180             | 20    | 4                | 219-227 (heraf 20 klapsæder) | 1993-1995 | 2009-2015 | Stillet til rådighed af Transportministeriet                       |

## DSBFirst Väst
Datterselskabet DSBFirst Väst vandt den 28. august 2009 udbuddet på regional- og pendlertogstrafikken i og omkring Göteborg, omfattende 11 strækninger (hvoraf en ventes at åbne i december 2012). Aftalen trådte i kraft den 12. december 2010 og gælder til den 8. december 2018 med mulighed for forlængelse til maksimalt december 2020. Den hidtidige operatør, SJ, valgte ikke at byde på opgaven. Kontraktsummen er på 2 milliarder danske kroner, og passagergrundlaget er på 15 millioner om året.

## Underskud
Regnskabet for 2010 viste et samlet underskud på 582 millioner kroner for DSBFirst Danmark A/S, DSBFirst Sverige AB og DSBFirst Väst AB. Underskudet fordeles således:
- DSBFirst Danmark A/S: 294 millioner danske kroner
- DSBFirst Sverige AB og DSBFirst Väst AB: 387 millioner svenske kroner.